# Origin of Symmetry
Origin of Symmetry là album phòng thu thứ hai của nhóm alternative rock người Anh, Muse, ra mắt vào ngày 17 tháng 1 năm 2001. Album đạt được vị trí thứ 3 ở Anh  và được chứng nhận bạch kim.. Tựa đề album được lấy cảm hứng từ Michio Kaku trong cuốn sách Hyperspace của ông.
Vào ngày 26 và 28 tháng 8 năm 2011, Muse thiết kế và biểu diễn một chương trình đặc biệt tại Reading and Leeds Festivals để kỉ niệm 10 năm phát hành album. Album được chơi từ đầu đến cuối, và làm cho những bài hát như Darkshines và Hyper Music được biểu diễn lần đầu tiên sau nhiều năm.

## Sản xuất
Việc thu âm diễn ra tại Ridge Farm Studios ở Surrey và Real World Studio ở Wiltshire, và quá trình thu âm tiếp tục ở Astoria Studios của David Gilmour, Richmond Studios, Abbey Road Studios ở London và Sawmills Studio ở Fowey, Cornwall. Album được mix tại Sawmills và giai đoạn hậu kì được thực hiện tại Sony Music Studios ở London. Origin of Symmetry được sản xuất bởi David Bottrill, John Leckie (trước đây đã từng tham gia vào album Showbiz) và bản thân band.
Trong suốt album, tiếng bass được dùng như một động lực, thường là guitar chỉ cung cấp thêm một lớp cho bài hát hơn là mang lại giai điệu. Tiếng bass có những hiệu ứng để đạt được một "sức nặng" lớn hơn, cho phép guitar đánh chuyển hướng từ hợp âm chính sang những nốt cao hơn.
Album thể hiện sự thử nghiệm của band trên những nhạc cụ và hiệu ứng mới. Dominic Howard tăng cường thêm cho bộ trống chuẩn với nhiều bộ phận khác của riêng anh, và Matthew Bellamy sử dụng một cây đại phong cầm tại St Mary the Virgin, Bathwick trong "Megalomania". Chính vì cây đàn nên bài hát ấy hiếm khi nào được biểu diễn, có lẽ đáng chú ý nhất là màn biểu diễn tại Royal Albert Hall  và trong buổi diễn Hullabaloo ở Paris. Những nhà phê bình nói rằng album đã có những âm thanh tự tin hơn người tiền nhiệm là Showbiz.

## Danh sách bài hát
Tất cả các ca khúc được viết bởi Matthew Bellamy, ngoại trừ "Feeling Good" được viết bởi Leslie Bricusse và Anthony Newley.
| STT | Nhan đề          | Thời lượng |
| --- | ---------------- | ---------- |
| 1.  | "New Born"       | 6:03       |
| 2.  | "Bliss"          | 4:12       |
| 3.  | "Space Dementia" | 6:20       |
| 4.  | "Hyper Music"    | 3:21       |
| 5.  | "Plug In Baby"   | 3:39       |
| 6.  | "Citizen Erased" | 7:19       |
| 7.  | "Micro Cuts"     | 3:38       |
| 8.  | "Screenager"     | 4:20       |
| 9.  | "Darkshines"     | 4:47       |
| 10. | "Feeling Good"   | 3:19       |
| 11. | "Megalomania"    | 4:38       |

| Bài hát thêm (Japan CD) và iTunes | Bài hát thêm (Japan CD) và iTunes                                                                          | Bài hát thêm (Japan CD) và iTunes |
| STT                               | Nhan đề | Thời lượng                        |
| --------------------------------- | --- | --------------------------------- |
| 12.                               | "Futurism" (Bài hát thêm cho (Japan CD) và iTunes. Sau đó trở thành B-side của "Dead Star/In Your World".) | 3:27                              |